# Кудренко Олег Васильович
Оле́г Васи́льович Кудре́нко — полковник Повітряних сил Збройних сил України.
Станом на травень 2013 року — заступник командира управління Повітряного командування «Південь» Повітряних сил ЗС України з виховної та соціально-психологічної роботи.
Станом на 2022 рік обіймає посаду начальника управління морально-психологічного забезпечення Командування Повітряних Сил Збройних Сил України.

## Нагороди
За особисту мужність і героїзм, виявлені у захисті державного суверенітету та територіальної цілісності України, вірність військовій присязі під час бойових дій та при виконанні службових обов'язків, відзначений — нагороджений
- 13 серпня 2015 року — орденом Данила Галицького.